# Röd blyblomma
Röd blyblomma (Plumbago indica) är en art i familjen triftväxter. Förekommer naturligt i södra Kina och Sydostasien. Numera spridd i många tropiska områden. Odlas som krukväxt i Sverige.
Städsegrön perenn ört, 50-200 cm. Stjälkarna är veka, ofta klängande, grenade från basen. Bladen är äggrunda till elliptiskt äggrunda (3-)7-9,5(-13) cm långa och ca 3-4 (-6) cm breda, tunna med rundad bas, saknar körtelhår.
Blomställningarna är ax-liknande klasar som innehåller 20-90 blommor på 8-50 cm långa skaft. Foder glandelhårigt. Kronan är femflikig, purpur till mörkt röd, ca 2 cm i diameter, Ståndarna är blåa. med en blompip, 2-2,5 cm lång.

## Synonymer
- Plumbagidium roseum (L.) Spach
- Plumbago coccinea Salisb.
- Plumbago rosea L.
- Plumbago rosea var. coccinea (Lour.) Hook.
- Thela coccinea Lour.